# Бусе (Златна обала)
Бусе (фр. Boussey) насеље је и општина у источном делу централне Француске у региону Бургоња, у департману Златна обала која припада префектури Монбар.
По подацима из 2011. године у општини је живело 31 становника, а густина насељености је износила 5,57 становника/km². Општина се простире на површини од 5,57 km². Налази се на средњој надморској висини од 350 метара (максималној 508 m, а минималној 324 m).

## Демографија
| 1962. | 1968. | 1975. | 1982. | 1990. | 1999. | 2011. |
| ----- | ----- | ----- | ----- | ----- | ----- | ----- |
| 58    | 63    | 58    | 47    | 43    | 45    | 31    |

График промене броја становника у току последњих година